# 杜玉波
杜玉波（1955年9月—），男，汉族，河北晋州人，中华人民共和国政治人物。

## 生平
1975年，进入北京工业学院光学工程系光学仪器专业。1978年留校工作，1983年，升任北京工业学院团委副书记、书记。1985年，改北京理工大学机械工程系党总支书记。1989年，任北京理工大学党委组织部长。1993年，升任党委副书记、期间进入中央党校中青年干部培训班学习。1996年，升任北京理工大学党委副书记，副校长。2002年，升任北京航空航天大学党委书记。
2010年12月，升任中华人民共和国教育部副部长。2016年10月12日，不再担任教育部副部长。2018年2月24日，当选为第十三届全国人大代表。2024年9月，因涉嫌严重违纪违法接受中央纪委国家监察委纪律审查和监察调查。2025年3月2日，被开除党籍，取消待遇，移送司法。2025年6月，移送临汾市人民检察院提起公诉。